# Jeruzal (Kowiesy)
Jeruzal ist ein Dorf in Polen, das der Gemeinde Kowiesy (Powiat Skierniewicki) in der Woiwodschaft Łódź angehört. Es liegt im Zentrum des Landes – rund 80 Kilometer südwestlich der Landeshauptstadt Warschau. Es liegt an der Fluss Chojnatka.
Das Dorf hat ca. 240 Einwohner.
Die erste urkundliche Erwähnung von Jeruzal stammt von 1290.

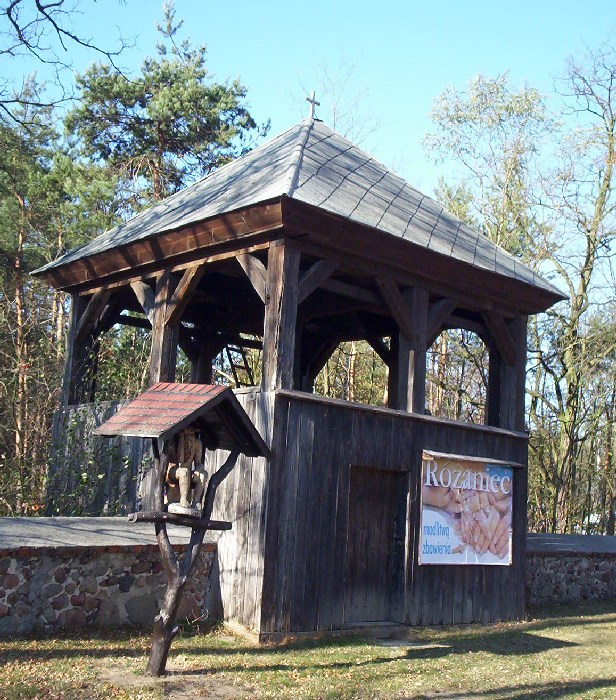
Kirchturm in Jeruzal